# Рэ (кана)
れ в хирагане и レ в катакане — символы японской каны, используемые для записи ровно одной моры. В системе Поливанова записывается кириллицей: «рэ», в международном фонетическом алфавите звучание записывается: /ɺe/. В современном японском языке находится на сорок втором месте в слоговой азбуке.

## Происхождение
れ и レ появились в результате упрощённого написания кандзи 礼.

## Написание
|  |  |

## Коды символов вкодировках
- Юникод:
  - れ: U+308C,
  - レ: U+30EC.